# Skupnost držav portugalskega jezika
Skupnost držav portugalskega jezika (skupnost portugalsko govorečih držav; portugalsko Comunidade dos Países de Língua Portuguesa, okrajšava CPLP) je forum prijateljstva in sodelovanja med državami, v katerih je portugalščina uradni jezik. Skupnost obsega območje okoli 10.742.000 km², torej večje od Kanade in zajema okoli 223 milijonov prebivalstva.

## Članice
- Angola
- Brazilija
- Gvineja Bissau
- Zelenortski otoki
- Mozambik
- Portugalska
- Sveti Tomaž in Princ
- Vzhodni Timor

Skupnost je bila ustanovljena leta 1996 in je zajemala sedem članic: Angolo, Brazilijo, Gvinejo-Bissau, Zelenortske otoke, Mozambik, Portugalsko in Sao Tome in Principe. Leta 2002 se je pridružil še Vzhodni Timor, po odcepitvi od Indonezije.

## Države opazovalke
- Ekvatorialna Gvineja
- Mavricij

V nekaterih bivših portugalskih kolonijah so nastali kreolski jeziki na podlagi portugalščine. Kot državi s portugalsko kreolščino imata od leta 2006 Ekvatorialna Gvineja in Mavricius položaj držav opazovalk. Opazovalka v CPLP želi postati tudi Maroko.
Macao je bil do leta 1999 portugalska kolonija in še danes je porugalščina eden od uradnih jezikov. Ker pa Makav danes pripada Kitajski, je leta 2006 le-to zaprosil za pridobitev statusa države opazovalke v CPLP.